# Shards of Ice
Shards of Ice ( en español: Fragmentos de hielo), es una banda de rock filipina formada en el Reino Unido. Originalmente sus integrantes son provenientes de Manila, como Angelo García y Dean Rosen, quienes comenzaron a crear la banda en 2004. Ese mismo año, se unieron Adarme Lex en la batería y Griff Chatwin en  guitarra rítmica.
Su álbum debut, titulado "The Monkeys Have Landed" o "Los monos han aterrizado", fue lanzado en octubre de 2004. Entre sus primeros singles que lanzaron fueron "Hunter Killer" y "Wasted Everyday", en la que fueron transmitidos por diferentes canales de televisión de música local como en MTV Filipinas y MYX.
En julio de 2004, García se trasladó a El Cairo, Egipto. Desde entonces, los demás integrantes de la banda se ha mantenido, entre ellos con el ingreso de Chatwin, para ser su nuevo guitarrista principal. En noviembre de 2004, salieron publicados en la revista "PULP" y en febrero de 2005, la banda ganó el primer lugar en el "LSGH's "Overdose", un concurso de bandas musicales, siendo una de las agrupaciones más proclamadas por su público. En abril de ese mismo año, tocaron para un festival de verano organizado por la revista "PULP", en la que estuvieron presentes 35 mejores grupos del país. Además con la asistencia de 17 000 fans del rock. En junio, en un Festival de Música, la banda también estuvo presente junto a otras agrupaciones de otros países del mundo. Mecía y Gawad Kalinga, como organizadores, han apoyado a través de varios conciertos y benéficos, incluyendo una campaña contra la pobreza y otro por las víctimas del derrumbe que hubo en la isla de Leyte. También aparecieron en el periódico "National Inquirer", presentado en mayo de 2005.
En julio de 2006, Chatwin se trasladó a Suecia, por lo que solo Rosen y Adarme permanecieron en Manila. Actuaron con una sesión de guitarristas, como Fred Dobbelstein y Birk Kollecker. En abril de 2007, compitieron en el "Invasia Battle Of The Bands", una competencia de bandas, en la que lograron ubicarse en el Top 5, entre otros actos locales, como "Neruda" y "April Morning Skies".
En octubre y noviembre de 2006 y principios de 2007, la banda comenzó a trabajar en su segundo LP en los estudios de grabación llamado "Soundweavers Studios". Sin embargo, debido a las circunstancias imprevistas, Rosen y Adarme, se vieron obligados a suspender la producción del álbum. Aunque el rodaje de su video musical del sencillo titulado "I Pledge Allegiance", ha seguido continuado con su producción.